# Kazak férfi vízilabda-válogatott
A kazak férfi vízilabda-válogatott Kazahsztán nemzeti csapata, amelyet az Kazak Vízisport-szövetség (oroszul: Федерация водных видов спорта РК, átírásban: Federacija Vodnyih Vidov Szporta RK) irányít.
Az 1991 előtt rendezett világeseményeken a Szovjetunió tagjaként vettek részt.

## Eredmények

### Olimpiai játékok
| - 1996 – Nem jutott be - 2000 – 9. hely - 2004 – 11. hely - 2008 – Nem jutott be - 2012 – 11. hely - 2016 – Nem jutott be - 2020 – 11. hely - 2024 – Nem jutott be |

### Világbajnokság
- 1994 – 12. hely
- 1998 – 11. hely
- 2001 – 12. hely
- 2003 – Nem jutott be
- 2005 – Nem jutott be
- 2007 – Nem jutott be
- 2009 – 16. hely
- 2011 – 13. hely
- 2013 – 12. hely
- 2015 – 11. hely
- 2017 – 11. hely
- 2019 – 14. hely
- 2022: 14. hely
- 2023: 14. hely
- 2024: 16. hely

### Világliga
| Év   | Helyezés       | Év   | Helyezés       | Év   | Helyezés     |
| ---- | -------------- | ---- | -------------- | ---- | ------------ |
| 2002 | Nem vett részt | 2008 | Nem vett részt | 2014 | Selejtezőkőr |
| 2003 | Nem vett részt | 2009 | Nem vett részt |      |              |
| 2004 | Nem vett részt | 2010 | Nem jutott be  |      |              |
| 2005 | Nem vett részt | 2011 | Nem jutott be  |      |              |
| 2006 | Nem vett részt | 2012 | 5. hely        |      |              |
| 2007 | Nem vett részt | 2013 | Nem vett részt |      |              |

### Világkupa
- 1993: Nem vett részt
- 1995: Nem vett részt
- 1997: Nem vett részt
- 1999: Nem vett részt
- 2002: Nem vett részt
- 2006: Nem vett részt
- 2010: Nem vett részt

## Külső hivatkozások
A kazak Vízisport-szövetség honlapja